# Ксты (Ивановская область)
Ксты — деревня в Ильинском районе Ивановской области. Входит в состав Аньковского сельского поселения.

## География
Находится в юго-западной части Ивановской области на расстоянии приблизительно 24 км на юго-восток по прямой от районного центра села Ильинское-Хованское.

## История
Нанесена была на карту еще 1808 года. В 1859 году здесь (тогда деревня в составе Юрьевского уезда Владимирской губернии) было учтено 30 дворов.

## Население
Постоянное население составляло 212 человек (1859 год), 23 в 2002 году (русские 95 %), 34 в 2010.